# Cornelia Tiefenbacher
Cornelia Tiefenbacher (1990) è un'ex sciatrice alpina austriaca.

## Biografia
Attiva in gare FIS dal dicembre del 2005, la Tiefenbacher in Coppa Europa esordì il 6 marzo 2008 a Haus in supergigante (62ª), conquistò il miglior piazzamento il 28 novembre 2009 a Funäsdalen in slalom gigante (4ª) e prese per l'ultima volta il via il 28 febbraio 2012 ad Abetone nella medesima specialità, senza completare la gara. Si ritirò al termine di quella stessa stagione 2011-2012 e la sua ultima gara fu uno slalom speciale FIS disputato a Hinterstoder il 4 aprile e non completato dalla Tiefenbacher; non debuttò in Coppa del Mondo né prese parte a rassegne olimpiche o iridate.

## Palmarès

### Coppa Europa
- Miglior piazzamento in classifica generale: 103ª nel 2010

### Campionati austriaci
- 1 medaglia:
  - 1 bronzo (slalom gigante nel 2010)